# Доналд Главер
Доналд Макинли Главер Млађи (енгл. Donald McKinley Glover Jr.; Ваздухопловна база Едвардс, 25. септембар 1983), познат и по свом уметничком имену Childish Gambino (транскр.  Чајлдиш Гамбино), амерички је глумац, комичар, певач, репер, сценариста, редитељ и продуцент.

## Биографија
Рођен је 25. септембра 1983. године у Ваздухопловној бази Едвардс, а одрастао у Стоун Маунтину где му је отац био стациониран. Мајка му је прожалац дневне неге у пензији, а отац радник поште. Родитељи су му били хранитељи до 14. године. Одгајан је као Јеховин сведок, али је изјавио да више није религиозан. Често сарађује с млађим братом, а има и сестру. У вези је с Мишел Вајт с којом има три сина.

## Дискографија
- (2011)
- (2013)
- (2016)
- 3.15.20 (2020)